# كلوز ويسترمان
كلوز ويسترمان (بالألمانية: Claus Westermann)‏ هو عالم عقيدة ألماني، ولد في 7 أكتوبر 1909 في برلين في ألمانيا، وتوفي في 11 يونيو 2000 في هايدلبرغ في ألمانيا.